# Tibellus seriepunctatus
Tibellus seriepunctatus là một loài nhện trong họ Philodromidae.
Loài này thuộc chi Tibellus. Tibellus seriepunctatus được Eugène Simon miêu tả năm 1907.